# Williford
Williford é uma cidade  localizada no estado americano de Arkansas, no Condado de Sharp.

## Demografia
Segundo o censo americano de 2000, a sua população era de 63 habitantes.
Em 2006, foi estimada uma população de 68, um aumento de 5 (7.9%).

## Geografia
De acordo com o United States Census Bureau, a localidade tem uma área de 0,9 km², sem área coberta por água. Williford localiza-se a aproximadamente 157 m acima do nível do mar.

## Localidades na vizinhança
O diagrama seguinte representa as localidades num raio de 24 km ao redor de Williford.